# سعدان صوفي
السعدان الصوفي (الاسم العلمي: Lagothrix) هو جنس من الحيوانات يتبع فصيلة السعادين العنكبوتية من رتبة الرئيسيات.

## أنواع
- سعدان صوفي بني (الاسم العلمي: Lagothrix lagotricha)
- سعدان صوفي رمادي (الاسم العلمي: Lagothrix cana)
- سعدان صوفي كولومبي (الاسم العلمي: Lagothrix lugens)
- سعدان صوفي فضي (الاسم العلمي: Lagothrix poeppigii)